# M-Flo
M-Flo (estilizado como m-flo) es un dueto de músicos japoneses compuesto por el DJ Taku Takahashi y el rapero Verbal. Desde su debut contaron como Lisa como vocalista, pero ella decidió dejar el grupo el año 2002 para comenzar su carrera en solitario. Tras la salida de Lisa del grupo los dos miembros restantes continuaron trabajando y manteniendo el nombre de M-Flo activo. Tanto Taku Takahashi como Verbal ya han creado sus dos sellos disqueros, Tachytelic records y espionage records respectivamente, donde aparte de realizar el trabajo ejecutivo continúan creando nueva música.

## Biografía
Los inicios de la banda se remontan a 1998, mientras Takahashi comenzaba a trabajar como productor creando piezas musicales y remixes. Takahashi produjo el tema "The Way We Were" en el que contaba con el rap de un rapero desconocido de origen coreano llamado VERBAL, y ahí se conocieron y decidieron formar un grupo. Poco después de eso Lisa se unió al grupo y comenzaron a trabajar. Originalmente el nombre iba a ser meteorite flow, pero la discográfica Avex Records les sugirió acortar el nombre, debido a que era un nombre muy largo para el mercado japonés. Por lo tanto, fue acortado a m-flo, nombre que mantienen hasta el día de hoy.
Su primer trabajo fue como banda indie, que fue agotado al poco tiempo, y poco después ya conseguían un contrato con Avex, inaugurando un nuevo subsello urbano llamado rhythm zone dentro de éste. Su trabajo major debut fue el LP "the tripped e.p", que debutó dentro de los diez más vendidos de Oricon convirtiéndose en un gran éxito. La banda comenzaba a hacerse principalmente popular gracias a las radios niponas, lo que finalmente conllevó a que su primer álbum, titulado "Planet Shining", llegara al puesto n.º 6 de Oricon su primera semana a la venta. Aparte de sus trabajos como banda, m-flo también creó nueva música y remixes para otros artistas de la industria, y ha realizado numerosas colaboraciones.
En el 2001 gozaron de éxitos como el de su noveno EP, "come again", que llegaba al n.º 4 de las listas, y posteriormente su segundo álbum "EXPO EXPO", que alcanzó la tercera posición en Oricon en su primera semana. Para este entonces ya eran una banda consolidada dentro del ambiente musical urbano de su país. Tras la salida de Lisa del grupo en el 2002 para continuar su carrera como cantante solista, los dos miembros restantes continuaron trabajando y manteniendo el nombre de m-flo activo. Tanto Taku Takahashi como VERBAL ya han creado sus dos sellos disqueros, Tachytelic records y espionage records respectivamente, donde aparte de realizar el trabajo ejecutivo continúan creando nueva música.
Tras algún tiempo de leve receso en planificar cual sería el siguiente paso de m-flo sin su vocalista, en el 2003 regresan con un innovador estilo, realizando colaboraciones con distintos artistas para cada uno de sus temas bajo el nombre de "m-flo loves...". Su tercer álbum "ASTROMANTIC" contó con colaboraciones de artistas de renombre como Crystal Kay, CHEMISTRY, BoA, Ryuichi Sakamoto y CRAZY KEN BAND, lo que les valió el segundo lugar en las listas de Oricon en su primera semana a la venta, alcanzando superar el millón y medio de copias vendidas. Para su posterior álbum "BEAT SPACE NINE" del 2005, continuaron con la misma línea, invitando a participar tanto a artistas nuevos que recién comenzaban en la industria como Emyli y Miliyah Kato hasta artistas con una carrera consolidada como la de más de 35 años de Akiko Wada, e incluso la misma exmiembro de la banda, Lisa. Este trabajo se convirtió en su primer álbum n.º 1 en Oricon.
Sus éxitos aún no tienen final, la banda continúa lanzando material tanto unidos como en solitario, y realizan masivos conciertos donde invitan a varios artistas a unírseles en vivo.

## Discografía

### Sencillos
Sencillos con LISA
1. The Way We Were (24 de octubre de 1998) - lanzado en sello rhythm REPUBLIC
2. been so long (2 de diciembre de 1998) - lanzado en sello rhythm REPUBLIC
3. the tripod e.p. (7 de julio de 1999) - primer single major
4. Mirroball Satellite 2012 (29 de septiembre de 1999)
5. L.O.T. (Love Or Truth) (25 de noviembre de 1999)
6. chronopsychology (25 de noviembre de 1999)
7. Hands (16 de febrero de 2000)
8. Come Back To Me ～reviens moi～ (26 de abril de 2000)
9. the Quantum EP (28 de junio de 2000)
10. How You Like Me Now? (6 de septiembre de 2000)
11. come again (17 de enero de 2001)
12. orbit-3 (14 de marzo de 2001)
13. prism (9 de mayo de 1999)
14. Dispatch feat. Dev Large, Nipps & Vincento Galluo (25 de julio de 2001)
15. Yours only, / Lies (31 de octubre de 2001)

Sencillos "loves Who?"
Sencillos de colaboraciones posterior a la salida de LISA del grupo.
1. REEEWIND! - m-flo loves Crystal Kay (18 de junio de 2003)
2. miss you - m-flo loves melody. & Ryohei Yamamoto (22 de octubre de 2003)
3. the Love Bug - m-flo loves BoA (17 de marzo de 2004)
4. let go - m-flo loves YOSHIKA (17 de noviembre de 2004)
5. DOPAMINE - m-flo loves EMYLI & Diggy-MO' (23 de febrero de 2005)
6. Loop In My Heart - m-flo loves EMYLI & YOSHIKA (13 de julio de 2005)
7. HEY! - m-flo loves Akiko Wada (13 de julio de 2005)
8. Summer Time Love - m-flo loves Emi Hinouchi & Ryohei (28 de junio de 2006)
9. Love Song - m-flo loves BONNIE PINK (8 de noviembre de 2006)

### Álbumes
Álbumes originales
1. Planet Shining (23 de febrero de 2000)
2. EXPO EXPO (28 de marzo de 2001)
3. ASTROMANTIC (26 de mayo de 2004)
4. BEAT SPACE NINE (24 de agosto de 2005)
5. COSMICOLOR (28 de marzo de 2007)

Álbumes de remixes
- The Replacement Percussionists (9 de agosto de 2000)
- EXPO防衛ロボット GRAN SONIK (28 de noviembre de 2001)
- ASTROMANTIC CHARM SCHOOL (15 de septiembre de 2004)
- DOPE SPACE NINE (2 de noviembre de 2004)
- electriCOLOR -COMPLETE REMIX- (26 de septiembre de 2007)

Otros álbumes
- m-flo tour 2001 "EXPO EXPO" (29 de agosto de 2001)
- The Intergalactic Collection ～ギャラコレ～ (5 de marzo de 2003)
- ソトシゴト ～m-flo turns it out!～ (27 de febrero de 2002)
- m-flo inside (17 de marzo de 2004)
- m-flo inside -WORKS BEST II- (26 de julio de 2006)
- Award SuperNova -Loves Best- （13 de febrero de 2008）